# East Frankfort
East Frankfort est une census-designated place du comté de Herkimer, dans l'État de New York, aux États-Unis. En 2020, elle compte une population de 496 habitants.